# William H.G. FitzGerald Tennis Center
William H.G. FitzGerald Tennis Center – kompleks tenisowy w Waszyngtonie, stolicy Stanów Zjednoczonych, w obszarze Rock Creek Park.
Obiekt wybudowany został w 1990 roku, a oddany do użytkowania w 1991 roku. Składa się z 25 kortów – 15 kortów twardych oraz 10 kortów ziemnych. Zimą funkcjonuje również 5 ogrzewanych kortów w hali. Kort centralny pomieści łącznie 7500 widzów. Jest to największe centrum tenisowe w regionie.
Corocznie na William H.G. FitzGerald Tennis Center organizowany jest męski turniej tenisowy Washington Open (do 2011 roku Legg Mason Tennis Classic), a od 2011 roku rywalizują również kobiety.
Kompleks oferuje również regularne lekcje, obozy i zajęcia dla ogółu.